# Днепровский рубеж
«Днепровский рубеж» (бел. Дняпроўскі рубеж) — белорусский военный фильм режиссёра Дениса Скворцова.
Бюджет фильма составил около 6 миллионов долларов, что делает его самым дорогим фильмом в истории независимой Белоруссии.

## Сюжет
Основой для фильма стала героическая оборона Могилёва, так называемый Днепровский рубеж — реальное историческое событие. Как считают многие историки, в этом военном эпизоде — истоки советской победы. Силами мирных жителей города и бойцами РККА вражеское наступление здесь было остановлено на три недели.
Комдив, понимающий обречённость ситуации, в которую попали защитники Днепровского рубежа, прикладывает все усилия, чтобы сдержать немецкое наступление. В него влюблена медсестра Зоя Синцова.

## В ролях
- Игорь Сигов — комдив Алексей Сергеевич Зубов (прототип М. Т. Романов)
- Ксения Князева — медсестра Зоя Синцова
- Анатолий Кот — Иван Данилович Жигунов
- Виктор Молчан — полковник Пётр Кузьмич Шадрин
- Анна Горшкова — медсестра Анна
- Николай Козак — Пауль Шмидт
- Святослав Астрамович — Туманян
- Андрей Душечкин — доктор Паршин
- Павел Южаков-Харланчук — Большаков
- Илья Черепко-Самохвалов — сержант
- Сергей Власов — старшина Сергей Петрович Киселёв
- Михаил Есьман — переводчик
- Александр Кашперов — повар
- Иван Павлов — начальник разведки Катюшин
- Игорь Фильченков — комиссар Кузьмичёв
- Василий Гречухин — начальник связи
- Сергей Шимко — командир полка Бойнич
- Александр Ефремов — военный корреспондент
- Олег Коц — фотокорреспондент
- Александр Сурков — капитан Южаков
- Анатолий Терпицкий — начальник тюрьмы
- Евгений Ивкович — майор НКВД
- Денис Тарасенко — следователь НКВД
- Николай Колозин — политзаключённый Жерносек
- Виталий Круглик — Бородин
- Алексей Сенчило — лейтенант Пешеванов
- Максим Кречетов — Давыдов
- Владимир Свирский — Анненков
- Александр Гиренок — Шорников
- Сергей Савенков — капитан Гаврюшин
- Олег Литвинов — Алексей Золотарёв
- Павел Городницкий — комендант ж/д
- Дмитрий Пустильник — муж Анны
- Евгений Сангаджиев — боец с плакатом
- Валерий Зеленский — помощник повара

## Награды
- Сценарий — победитель конкурса сценариев 2007 года, который проводила киностудия «Беларусьфильм».
- Призёр VII Республиканского фестиваля белорусских фильмов[1]:
  - приз имени Ю. Марухина за лучшую операторскую работу оператору-постановщику Виктору Бондаровичу;
  - приз за лучшее звуковое решение звукооператору Сергею Шункевичу.

## Съёмочная группа
- Режиссёр: Денис Скворцов
- Автор сценария: Алексей Дударев
- Оператор: Виктор Бондарович
- Художник: Александр Шаппо
- Композитор: Валерий Головко
- Художник-гример: Александр Журба